# COMPLETE BOX -GOLD DISC Edition-
『COMPLETE BOX -GOLD DISC Edition-』（コンプリート ボックス ゴールド・ディスク・エディション）は、日本のロックユニット、VAMPSのボックス・セット。2018年11月28日発売。発売元はユニバーサルミュージック内のレーベル、Virgin Music。

## 解説
結成から10周年を記念し発売されたVAMPSの初となるボックス・セット。
本作は、自身が主催したインディーズレーベル、VAMPROSEからリリースしたアルバムと映像商品に加え、ユニバーサルミュージックとの契約後にリリースした全アイテムをすべてまとめた作品となっている。
フィジカルは、完全数量限定盤（5CD＋6BD）の1形態で、UNIVERSAL MUSIC STOREのみで販売されている。レザーパッケージ仕様になっており、過去にリリースしたアルバム全5タイトルを金色のCDで収録。さらに、これまでの映像作品全12作品を6枚にまとめて収録している。なお、各映像作品に収められていた特典映像等は、本作には収められていない。ちなみに本作は、店頭販売されておらず、前記のサイトからの予約数に応じた数量がリリースされている（予約期間は2018年8月3日12:00～2018年9月2日23:59まで）。
なお、VAMPSは2017年12月1日に、同年12月をもって活動を休止することを発表している。そのため、現時点においてこのボックス・セットがVAMPSの最後の作品になっている。また、本作が活動休止中にリリースされた作品であることから、メディア出演によるプロモーション活動は一切行われていない。

## 収録曲

### CD
（※）各アルバムの楽曲解説の詳細は各作品の項目を参照。
- 『VAMPS』
- 『BEAST』
- 『SEX BLOOD ROCK N' ROLL』
- 『BLOODSUCKERS』
- 『UNDERWORLD』

### Blu-ray Disc
（※）各映像作品の詳細は各作品の項目を参照。
- 『VAMPS LIVE 2008-2009』

- ライヴビデオ『VAMPS LIVE 2008』『VAMPS LIVE 2009 U.S.A.』『VAMPS LIVE 2009』の3作品を収録
- 『VAMPS LIVE 2010』

- ライヴビデオ『VAMPS LIVE 2010 WORLD TOUR CHILE』『VAMPS LIVE 2010 BEAUTY AND THE BEAST ARENA』の2作品を収録
- 『VAMPS LIVE 2012-2015』

- ライヴビデオ『VAMPS LIVE 2012』『VAMPS LIVE 2014: LONDON』『VAMPS LIVE 2014-2015』の3作品を収録
- 『VAMPS LIVE 2015-2017』

- ライヴビデオ『VAMPS LIVE 2015 BLOODSUCKERS』『VAMPS LIVE 2017 UNDERWORLD』の2作品を収録
- 『MTV Unplugged: VAMPS』
- 『HISTORY - The Complete Video Collection 2008-2014』